# 阿拉伯卫星电视台
阿拉伯卫星电视台 (阿拉伯语： al-ʿArabiyyah; "The Arabic One")，或音译为“阿拉比亚电视台”，是一家沙特阿拉伯所有的泛阿拉伯主义电视新闻频道，使用阿拉伯语报道。2003年3月3日开始运营。总部位于阿联酋杜拜。最大产权主为沙特阿拉伯的中东广播中心 (MBC)。
该台播出新闻、目前事件、商业和财经市场、体育、谈话节目和记录片等节目。其收视率在中东国家的观众中位居前列。该台也因“支持沙特阿拉伯”的立场而遭到批评。
2009年1月26日，美国总统奥巴马担任总统后接受的首个电视正式访问就是来自该台。

## 竞争对手
- 半岛电视台，卡塔尔[來源請求]
- BBC阿拉伯电视频道，英国
- Alhurra，美国
- Rusiya Al-Yaum，俄罗斯
- Al-Alam News Network，伊朗